# 7人女律師
《7人女律師》是一部日本電視劇，為賀來千香子在1990年代主演的《七人女律師》的重製版本。本版共製作兩輯，分別於2006年及2008年春季（4月至6月）期間每週四21時（日本時間）在朝日電視台及其聯播網電視台播放。本劇由釋由美子主演。
該劇於2006年9月19日在香港透過香港有線電視播出。

## 概要
「7人女律師事務所」（7人の女弁護士事務所），由7名女性律師所組成。本劇集則講述該7名律師運用各種司法方式，如何拯救一些意外被成為嫌疑犯／被告的女性，而作戰到底的故事。

## 演員

### 7人女律師事務所
- 藤堂真紀：釋由美子

天真爛漫，處事衝動。
- 飯島妙子：原沙知繪

事務所的優秀律師。
- 杉本美佐子：野際陽子

7人女律師事務所 所長。性格溫和，對工作甚為嚴格。
- 中村早紀：瀧澤沙織（第2輯登場人物）

「新人」律師，經驗尚淺。身高比一般女性為高。
- 宮田靜香：（第2輯登場人物）

充滿男性打扮的形象，處事冷靜，對細節一絲不苟。
- 吉澤加奈子：中島知子（第2輯登場人物）

性格滑稽，擅長製造氣氛，心情因異而變。
- 川村綾子：三浦理惠子（第2輯登場人物）

週邊觸覺敏銳，電腦知識豐富。

### 監察醫務所
- 北村一平：永井大

醫科大學法醫學教室法醫。喜歡藤堂真紀。
- 矢島里美：中村果生莉（第2輯登場人物）

一平的助手。

### 第1輯登場人物
註：以下人物沒有在第2輯登場
- 南条宏美：

7人女律師事務所律師，離婚，養育一兒。
- 木下五月：柴田理惠

7人女律師事務所律師
- 田代千春：南野陽子

7人女律師事務所律師
- 麻生惠理：井上和香

7人女律師事務所律師
- 藤堂雅人：武田航平

真紀的弟弟。與真紀同居，亦是她的助手。

## 客串演員

### 第1輯（2006年）
第1集－　首播日期：2006年4月13日
- ： －電視台新聞節目主持
- ： －電視台新聞節目主持
- ： －電視台職員／被告
- ： －電視台節目監製／遇害人

第2集－　首播日期：2006年4月20日
- 〔〕：酒井若菜 －夜總會女公關／被告
- ： －社長秘書
- ： －夜總會男公關
- ：團時朗 －公司社長／夜總會常客
- （繪美）〔〕： －夜總會女公關／遇害人

第3集－　首播日期：2006年4月27日
- ： －主婦／遇害人鄰居／被告
- ： －被告丈夫
- ： －遇害人丈夫
- ： －主婦／遇害人

第4集－　首播日期：2006年5月4日
- ： －馬拉松隊伍經理
- ： －馬拉松隊伍跑手
- ： －馬拉松隊伍跑手／被告
- ： －馬拉松隊伍領隊
- ： －遇害人／跟蹤狂

第5集－　首播日期：2006年5月11日
- ： －遇害人丈夫／被告
- ： －遇害人妹妹
- ： －園藝店職員
- ： －美容連鎖店社長／遇害人

第6集－　首播日期：2006年5月18日
- ： －男公關
- ： －醫院護士／被告
- ： －醫院護士
- ： －矢崎一朗的妻子／遇害人
- ： －珠寶設計師

第7集－　首播日期：2006年5月25日
- ： －片山流派舞蹈承繼者
- ： －片山壽美代長子／片山流派舞蹈後繼者
- ： －片山壽美代次子／被告
- ： －片山清隆未婚妻
- ： －正統片山流派舞蹈承繼者
- （綾芽）： －正統片山流派舞蹈家／遇害人

第8集－ 　首播日期：2006年6月1日
- ： －檢察官
- ： －大學職員／被告
- ： －大學教授
- ： －中野和彦的妹妹
- ：寶積有香 －大學學生／遇害人
- ： －大學學生／津村直美朋友
- ： －大學學生／津村直美朋友
- ： －大學護衛員

第9集（結局）－　首播日期：2006年6月8日
- ： －醫院心臟外科醫生
- ： －公司社長／遇害人
- ： －辰村義男顧問律師
- （香）： －辰村義男的妻子／被告
- ： －醫院看護

### 第2輯（2008年）
第1集－ 　首播日期：2008年4月10日
- ：鈴木亞美 －電視劇女演員／被告
- ： －電視劇女演員
- ： －電視劇監製
- ：半田健人 －電視劇男演員
- ： －電視劇導演／遇害人

第2集－ 　首播日期：2008年4月17日
- ： －手提包店店長／被告
- ： －製造麻煩、挑剔主婦／遇害人
- ： －光代的丈夫
- ： －餐廳店長

第3集－　首播日期：2008年4月24日
- ：伊藤和枝 －荻野涼太的母親／疑犯
- ： －溪明學園校長
- ： －溪明學園教師／涼太的班主任／遇害人
- ： －溪明學園教師／涼太的副班主任
- ： －櫻井美緒的男朋友
- ： －溪明學園學生，因欺凌問題而自殺

第4集－　首播日期：2008年5月1日
- ： －美甲店職員／被告
- ： －美甲店店長
- ： －「未來事務所」職員／遇害人
- ： －「未來事務所」職員
- ： －美甲店營業部職員

第5集－　首播日期：2008年5月8日
- ： －委託人／被告的妹妹
- （綾芽）： －出版社職員／被告
- ： －被告的上司
- （涼）：天野浩成 －夜總會男公關／遇害人
- （早苗）：小野真弓 －夜總會女公關，曾經是的常客
- （桃太）： －夜總會男公關

第6集－　首播日期：2008年5月15日
- ： －公司企劃部職員／被告
- ： －公司顧問律師
- ： －公司企劃部職員
- ： －公司企劃部課長／遇害人
- ： －公司外借職員
- ：室剛 －公司人事部職員

第7集－　首播日期：2008年5月22日
- （富美）： －遇害人媳婦／被告
- ： －遇害人
- ： －遇害人丈夫
- ： －吉岡宅的鄰居／警察鑑證課人員
- （香）： －與吉岡一郎有來往
- 攝影男： －犯罪現場迷。喜歡到犯罪現場，拍照記錄並上載至網上分享
- ： －北村一平的母親

第8集－　首播日期：2008年5月29日
- ： －餐廳待應／被告
- ： －餐廳店長／遇害人
- ： －委託人／餐廳經理／遇害人兒子／被告未婚夫
- ： －美食評論家
- ： －餐廳主廚
- （惠美）： －餐廳待應

第9集－　首播日期：2008年6月5日
- （早苗）： －遇害人女朋友／被告
- Mr. Magical： －魔術師
- ： －魔術師／遇害人
- ： －魔術買賣商人
- ： －魔術師徒弟
- ：  －魔術師徒弟
- ：  －魔術師徒弟
- 法官：
- 檢察官：

第10集－ 　首播日期：2008年6月12日
- ： －女僕茶座待應／遇害人女朋友／被告
- ： －女僕茶座常客／雜誌社記者
- ： －證券公司職員／遇害人
- ：石田未來 －女僕茶座待應
- ： －女僕茶座常客／御宅族，有偷拍的辟好
- ： －和泉華織母親
- ： －和泉華織父親

第11集（結局）－ 　首播日期：2008年6月19日
- ： －寶石買賣商人／飯島妙子未婚夫／遇害人
- ： －中川的同事
- ：  －中川的前任戀人
- ： －中川的朋友
- 檢察官：
- 法官：
- 警察刑事課人員：
- 女警：

## 主題曲
- 第1輯
  - 曲名：
  - 主唱：AAA
  - 出版公司：avex trax
- 第2輯
  - 曲名：
  - 主唱：BoA
  - 出版公司：avex trax

## 工作人員
- 原案：
- 編劇：、（第1輯）、（第2輯）
- 音樂：
- 片頭旁白：（第2輯）
- 法律顧問：
- 製片主任：（朝日電視台）
- 製片：（朝日電視台）、（朝日電視台・第2輯）、（MMJ）
- 導演（第1輯）：、 (MMJ)
- 導演（第2輯）：、
- 協助製作：Fortune、take SYSTEMS、tv-asahi create、Bull
- 製作：朝日電視台、MMJ

## 收視率

### 第1輯
| 各集                                                     | 播放日期   | 副標題 | 導演     | 編劇       | 收視率 |
| -------------------------------------------------------- | ---------- | ------ | -------- | ---------- | ------ |
| 第1集                                                    | 2006/04/13 |        | 塚本連平 | 尾崎将也   | 14.6%  |
| 第2集                                                    | 2006/04/20 |        | 塚本連平 | 尾崎将也   | 12.7%  |
| 第3集                                                    | 2006/04/27 |        | 塚本連平 | 尾崎将也   | 10.4%  |
| 第4集                                                    | 2006/05/04 |        | 植田尚   | 田子明弘   | 11.5%  |
| 第5集                                                    | 2006/05/11 |        | 今井和久 | 尾崎将也   | 11.2%  |
| 第6集                                                    | 2006/05/18 |        | 植田尚   | 旺季志ずか | 12.3%  |
| 第7集                                                    | 2006/05/25 |        | 今井和久 | 田子明弘   | 11.2%  |
| 第8集                                                    | 2006/06/01 |        | 植田尚   | 尾崎将也   | 12.6%  |
| 第9集（結局）                                            | 2006/06/08 |        | 今井和久 | 旺季志ずか | 12.0%  |
| 平均收視率12.1% 收視率是關東地區・Video Research社調查。 |            |        |          |            |        |

※第一集長69分鐘（21:00～22:09）

### 第2輯
| 各集                                                     | 播放日期   | 副標 | 導演     | 編劇     | 收視率 |
| -------------------------------------------------------- | ---------- | ---- | -------- | -------- | ------ |
| 第1集                                                    | 2008/04/10 |      | 麻生学   | 尾崎將也 | 10.1%  |
| 第2集                                                    | 2008/04/17 |      | 麻生学   | 尾崎將也 | 11.0%  |
| 第3集                                                    | 2008/04/24 |      | 新村良二 | 田子明弘 | 10.7%  |
| 第4集                                                    | 2008/05/01 |      | 二宮浩行 | 尾崎將也 | 10.7%  |
| 第5集                                                    | 2008/05/08 |      | 麻生學   | 樫田正剛 | 11.2%  |
| 第6集                                                    | 2008/05/15 |      | 新村良二 | 尾崎將也 | 10.5%  |
| 第7集                                                    | 2008/05/22 |      | 二宮浩行 | 樫田正剛 | 10.2%  |
| 第8集                                                    | 2008/05/29 |      | 麻生学   | 酒井直行 | 11.4%  |
| 第9集                                                    | 2008/06/05 |      | 麻生学   | 樫田正剛 | 11.6%  |
| 第10集                                                   | 2008/06/12 |      | 二宮浩行 | 酒井直行 | 11.7%  |
| 第11集（結局）                                           | 2008/06/19 |      | 麻生學   | 樫田正剛 | 11.5%  |
| 平均收視率11.0% 收視率是關東地區・Video Research社調查。 |            |      |          |          |        |

※第一集長69分鐘（21:00～22:09）

## 作品的變遷
| 日本朝日電視台 木曜劇場 星期四22:00                | 日本朝日電視台 木曜劇場 星期四22:00         | 日本朝日電視台 木曜劇場 星期四22:00 |
| -------------------------------------------------- | ------------------------------------------- | ----------------------------------- |
|                                                    | 7人女律師（第1輯） （2006.4.13 - 2006.6.8） |                                     |
| 松本清張 けものみち （2006.1.12 - 2006.3.9）       | 下北SUNDAYS （2006.7.13 - 2006.9.7）        |                                     |
| 交渉人〜THE NEGOTIATOR〜 （2008.1.10 - 2008.2.28） | 7人女律師（第2輯） （2008.4.10 -2008.6.19） | 四個謊言 （2008.7.10 - 2008.9.4）   |

## 連結
- テレビ朝日
  - 第2シリーズ，存于
- テレ朝動画
  - 第1シリーズ （页面存档备份，存于）
  - 第2シリーズ （页面存档备份，存于）